# Mosara apicalis
Mosara apicalis är en fjärilsart som beskrevs av Walker 1855. Mosara apicalis ingår i släktet Mosara och familjen nattflyn. Inga underarter finns listade i Catalogue of Life.